# Gépébus
Gépébus était une marque d’autobus électriques produits par PVI qui ont la particularité d’être des véhicules de transport en commun propre dont le système de traction fonctionne uniquement à partir de l’énergie électrique, cela dans le but de réduire l'impact environnemental du transport dans les milieux urbains. Gépébus, faute d'appels d’offres des réseaux de bus, avec un carnet de commandes en diminution constante, a été placé en liquidation judiciaire le 4 juillet 2016.

## Historique
La société PVI était, à l'origine, un établissement de Ponticelli Frères, division Matériel et Engins Spéciaux, PVI - Ponticelli Véhicules Industriels. Filialisée en 2000, son actionnariat était composé du Groupe Dassault, de la société financière Centuria Capital et la holding SOVIBUS, regroupant le management de l'entreprise, elle devient PVI - Power Vehicle Innovation.

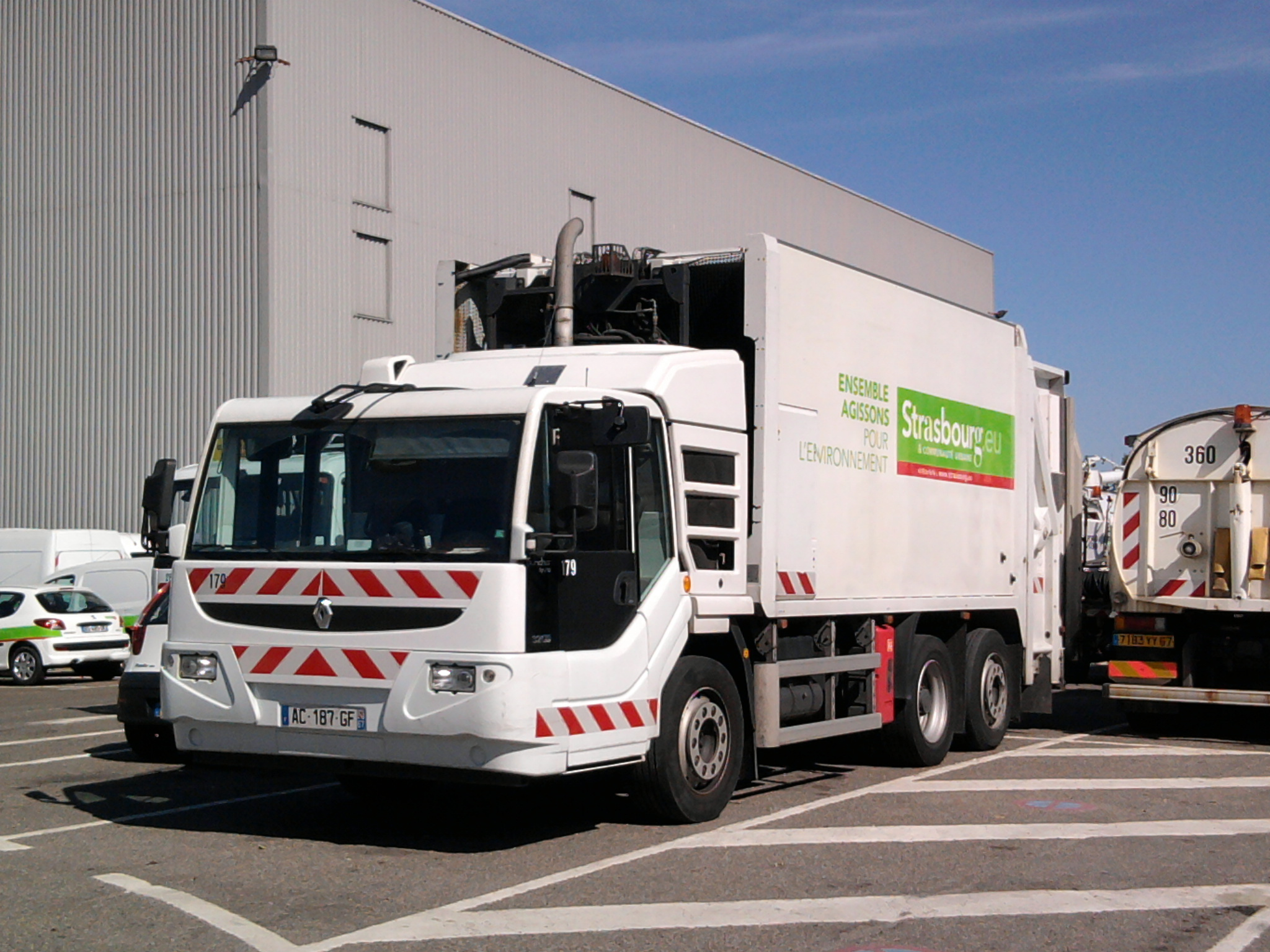
Benne à ordures ménagères Renault Puncher à Strasbourg

Alors qu'elle était encore un établissement de Ponticelli Frères, PVI a été la première société en France à commercialiser, sous la marque Gépébus, les autobus électriques Oréos 22 et Oréos 55 ainsi qu'un camion benne à ordures ménagères (BOM) électrique et bi-mode, le Puncher, dans les années 1990.
En 2012, la holding SOVIBUS devient le seul actionnaire de la société PVI.
Le 4 juillet 2016, PVI est placé en redressement judiciaire.
Le 6 février 2017, PVI fait l'objet d'un plan de cession. C'est Renault Group qui rachète la branche d'activité de services et maintenance et d'intégration mécanique. Le 6 mars 2017 PVI est mis en liquidation judiciaire. La holding financière SOVIBUS est liquidée le même jour.

## Productions

### Autobus

#### Oréos 55 (1997-2000)

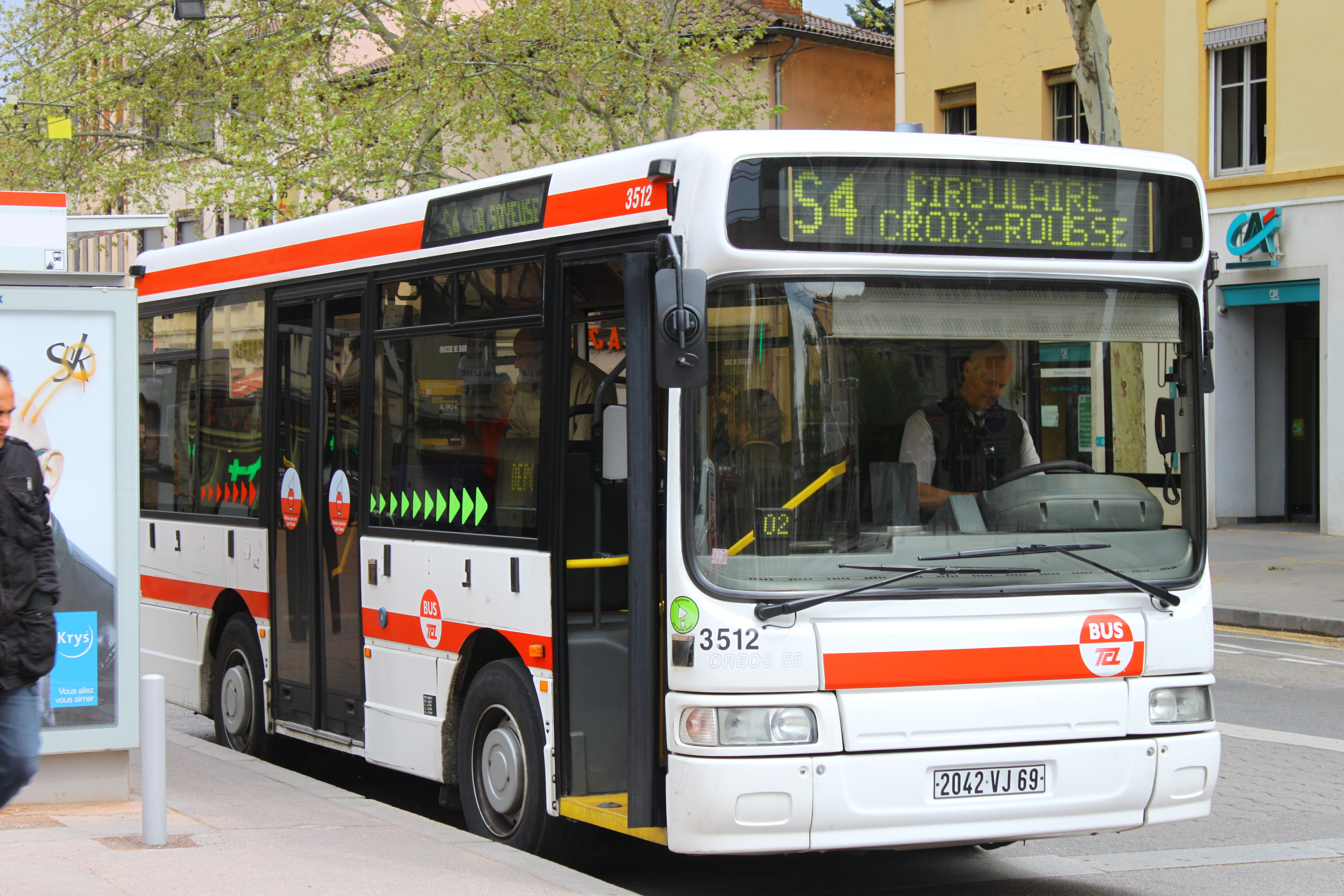
Un Gépébus Oréos 55 à Lyon

Deux versions du midibus Oréos 55 ont été commercialisées, l'une classique avec un moteur diesel, l'autre avec un moteur électrique, fonctionnant sur batteries.
La version thermique était équipée d'un moteur diesel 4 cylindres R.V.I. (Euro 2) développant 150 ch à 2.000 tr/min, d'une boite de vitesses automatique à 4 rapports Allison AT 542 avec ralentisseur électrique Telma.
Principales caractéristiques : 
- longueur : 7.715 mm,
- largeur : 2.220 mm,
- empattement : 3.500 mm,
- porte à faux AV/AR : 1.890 / 2.475 mm,
- hauteur du plancher : 36,0 cm,
- poids total à vide : 6.215 kg.

La version électrique de l'autobus fonctionnait sur batteries a été produit à 14 exemplaires, dont 12 utilisés par la RATP mais restés d'un usage très limité en raison du poids des batteries embarquées et des contraintes de charge et de durée de vie de celles-ci et de leur manque de fiabilité. Les Gépébus Oréos 55E ont circulé sur la ligne desservant la butte Montmartre à Paris. Ils sont restés des véhicules expérimentaux fragiles. En 2010, deux Oréos 55 diesel d'occasion ont été acquis par la RATP pour pallier les manques récurrents des versions électriques. Plusieurs midibus, essentiellement des Heuliez GX 117, étaient nécessaires pour assurer complètement l'offre de service. Les derniers Oréos 55E ont été réformés en 2015 et remplacés par des véhicules plus modernes et, peut-être plus fiables, des Oréos 4X.
Le midibus Oréos 55 offrait une assez bonne accessibilité grâce à son plancher partiellement bas et disposait d'une rampe manuelle pour l'accès des fauteuils roulants.
Au total, ce modèle a été produit à 68 exemplaires.

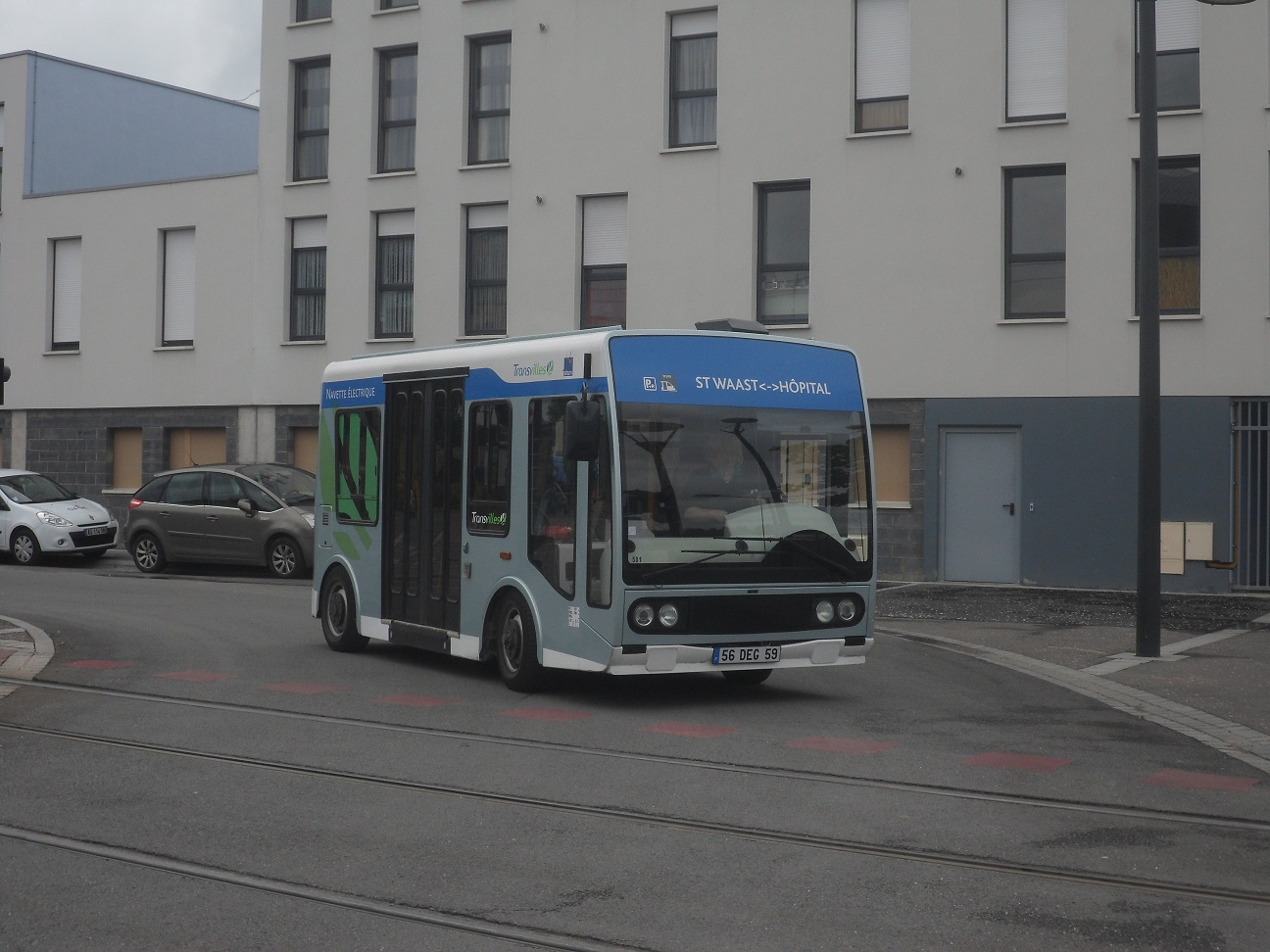
Gépébus Oréos 22 à Valenciennes (2001)

#### Oréos 22(2001-2008)
En France, de 2001 à 2008, le minibus Tecnobus Gulliver U500 ESP puis le Gulliver U520 ESP ont été importés d'Italie par la société Gépébus qui les a commercialisés sous le nom Gépébus Oréos 22. Le minibus était homologué en France pour un total de 22 passagers dont 10 assis. 50 exemplaires ont été vendus à des compagnies de transport françaises qui l'ont utilisé sur des navettes de centre-ville comme Arcachon, Bordeaux, Cannes, La Rochelle, Toulouse, Amiens, Bayonne, Tarbes, Le Touquet-Paris-Plage, Fréjus, Maubeuge, Avignon, etc….

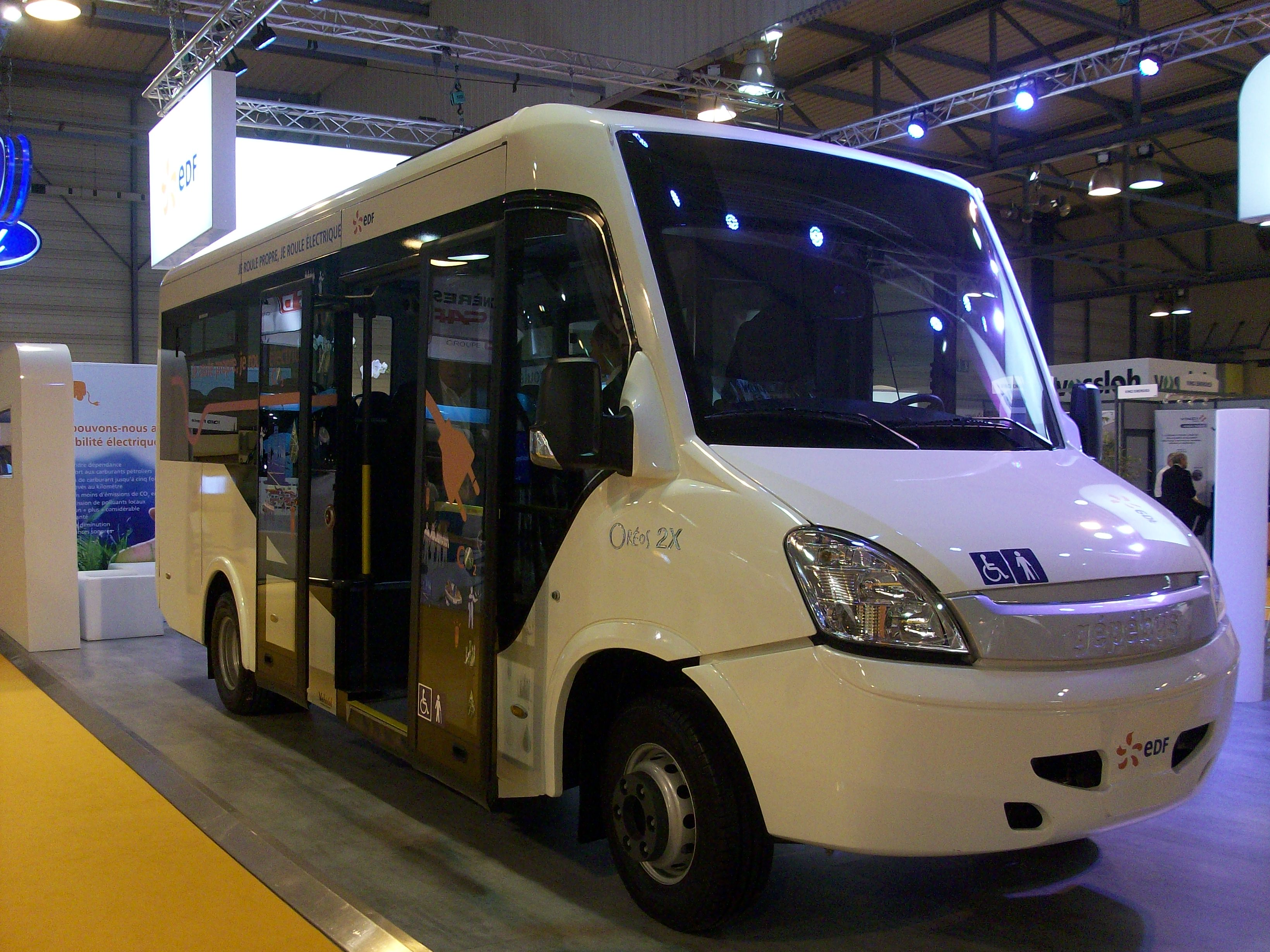
Un Gépébus Oréos 2X à Strasbourg

#### Oréos 2X(2010-2016)
Minibus électrique construit sur la base de l'IVECO Daily et carrossé par VéhiXel avec une capacité de transport de 22 passagers.
Équipé de batteries lithium-ion, il dispose d'une autonomie de 120 km et peut atteindre une vitesse maximale de 70 km/h.

#### Oréos 4X(2010-2016)

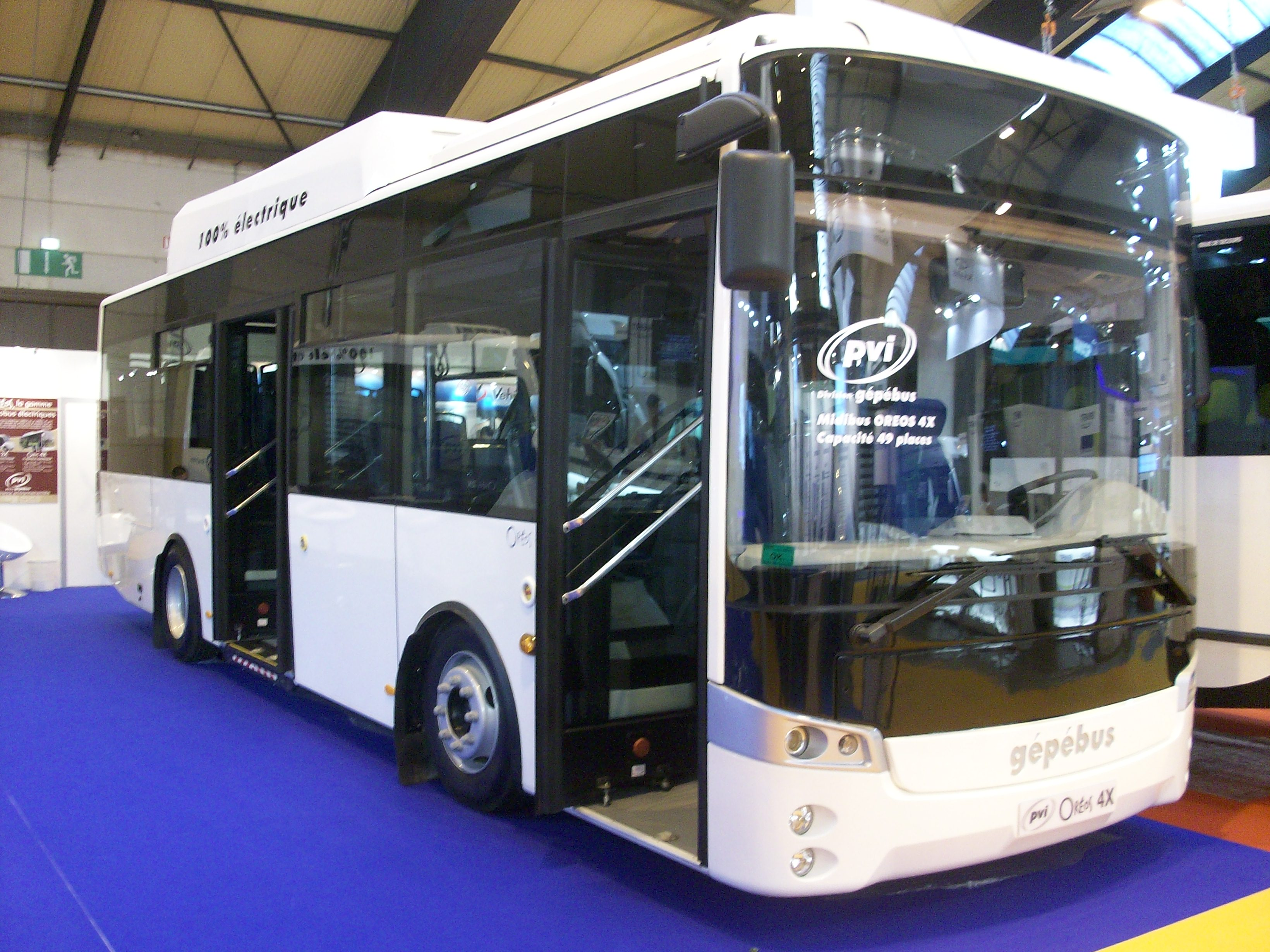
Gépébus Oréos 4X exposé aux 23e RNTP, Strasbourg

Midibus électrique pour 47 passagers dont 25 assis avec une autonomie de 120 km, doté de batteries batteries lithium-ion.
Le véhicule est construit sur la base de l'Otokar Vectio.

### Camion benne à ordures

#### Puncher(2004-2009)

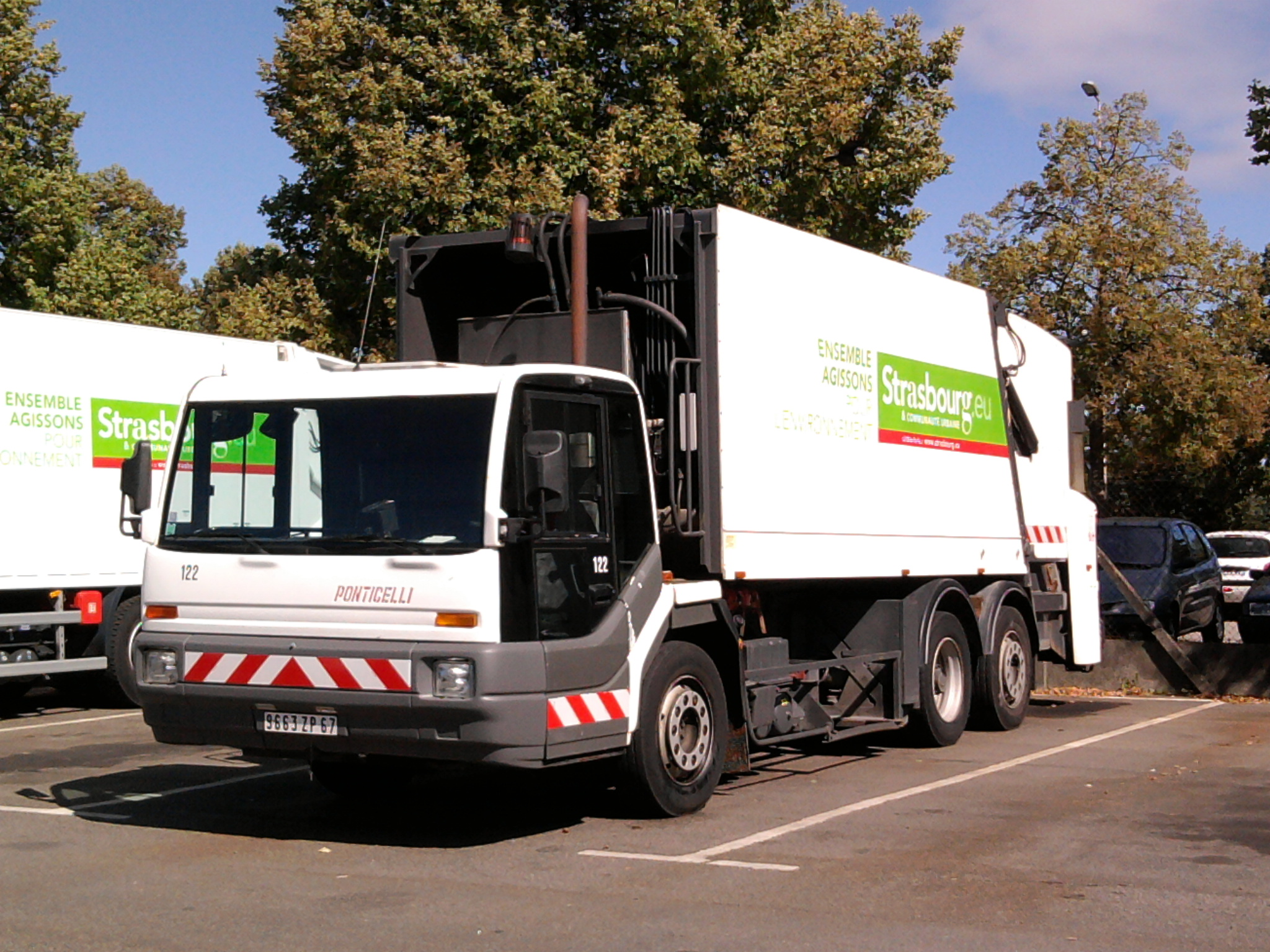
Camion poubelle Ponticelli Puncher de la communauté urbaine de Strasbourg

Camion spécialisé pour la collecte des déchets ménagers, conçu et commercialisé par Ponticelli il est équipé d'une cabine surbaissée dont le plancher est situé à 420 mm du sol pour faciliter l'accès. Équipé de moteurs diesel RVI de 7,2 litres développant 280 ch ou Cummins de 8,3 litres développant 250 ch ou électrique, dans les configurations 4x2 et 6x2. Le véhicule a été rebadgé Renault en 2004. Ses moteurs, non conformes à la norme Euro 5, ont causé l'arrêt de la fabrication en 2009.

#### Access(2011-2018)

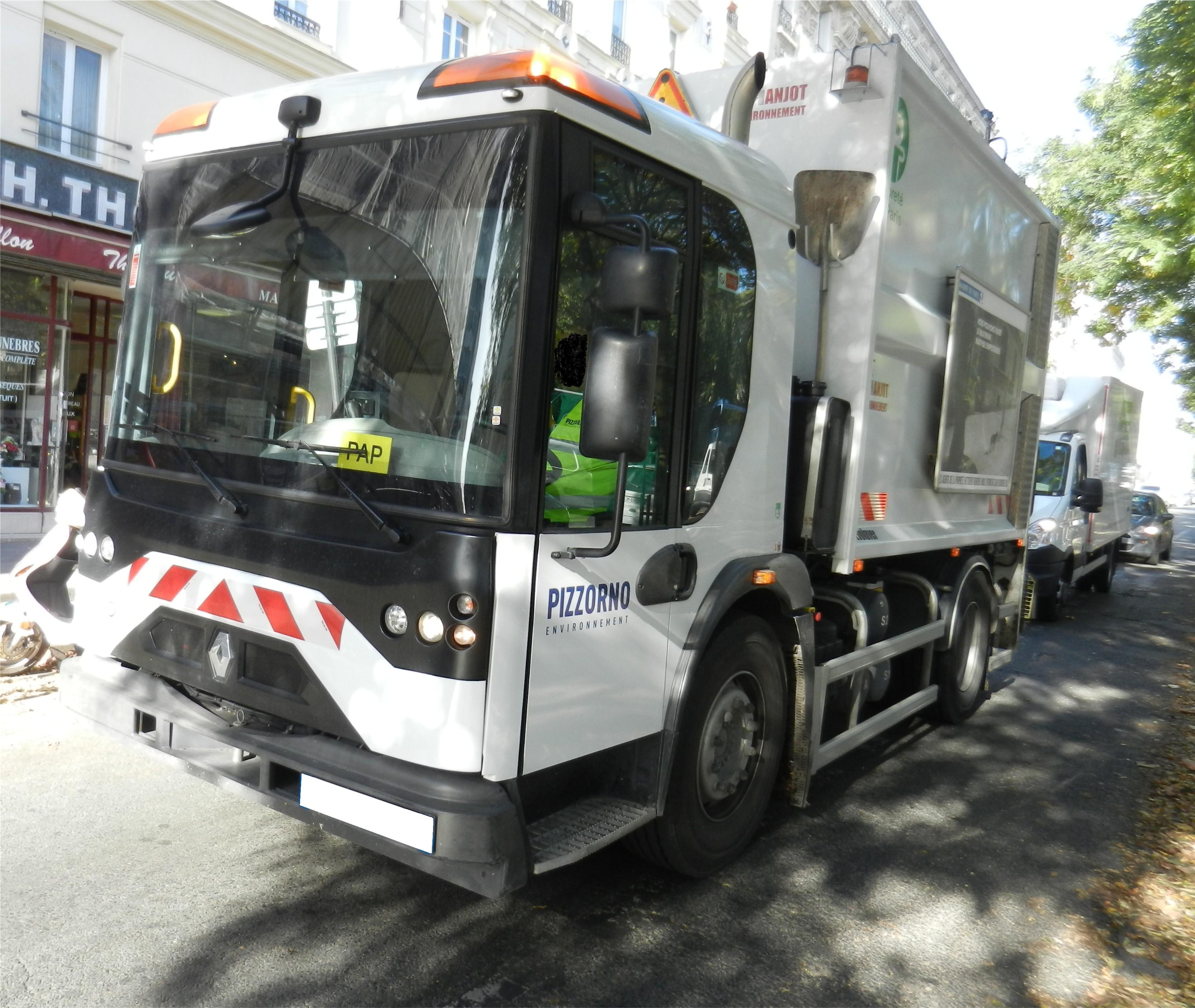
Renault Access - version rebadgée du Dennis Eagle Elite II

Camion fabriqué par le constructeur britannique Dennis Eagle, importé et distribué par Renault Trucks à partir de 2011. Il s'agit d'une version rebadgée du Dennis Eagle Elite II équipée d'un moteur diesel Volvo et d'une boîte de vitesses automatique Allison 3000.